# Haemagogus anastasionis
Haemagogus anastasionis är en tvåvingeart som beskrevs av Dyar 1921. Haemagogus anastasionis ingår i släktet Haemagogus och familjen stickmyggor. Inga underarter finns listade i Catalogue of Life.